# Божененко, Николай Кириллович
Николай Кириллович Божененко (10 января 1924 — 20 мая 2009) — капитан советских вооружённых сил, участник Великой Отечественной войны, художник-оформитель, скульптор, почётный гражданин города Новороссийска (2008).

## Биография
Родился 10 января 1924 года в городе Новороссийске Кубано-Черноморской области в семье рабочего цементного завода «Пролетарий». В 16 лет, уехав в Москву, поступил в Московский Гидрометеорологический техникум. Успел завершить обучение на первом курсе, началась Великая Отечественная война.
Вместе с другими студентами в семнадцать лет отправился под Смоленск сооружать противооборонные преграды, рвы, окопы. Когда возвратился в Москву, техникум был эвакуирован. Ему пришлось возвращаться в родной Новороссийск. Там устроился на буксир «Фрунзе» матросом. В 1942 году после одной из бомбёжек города буксир был потоплен. Николая призывают в Красную Армию, отправляют учиться в пулемётно-миномётное училище. Весной 1943 года завершает обучение и в звании младший лейтенант отправляется в распоряжении 18-й десантной армии. Вступил в должность командира пулемётного взвода 404-го полка 176-й Краснознамённой дивизии.
Воевал на Малой земле пять с половиной месяцев, участвовал в освобождении городов Новороссийска и Тамани, затем — Украины, Польши и Чехословакии. Был тяжело ранен в районе населённого пункта Михаловце (Словакия). В 1946 году уволен из рядов Советской Армии в запас, тогда же вернулся в город Новороссийск. Стал работать художником-оформителем в товариществе «Художник».
В 1953 году всерьёз увлёкся лепкой. Николай посещал в Переславле-Залесском скульптора-монументалиста Лавинскому, чтобы взять уроки мастерства. Совместно с тёзкой Николаем Никитиным, также фронтовиком, Божененко создаст известного даже за пределами Новороссийска «Матроса с гранатой». 16 сентября 1972 года памятник был торжественно открыт.
За пятьдесят лет творческой работы им было создано 15 скульптурных памятников павшим воинам в городах Краснодарского края, 20 бюстов участников Великой Отечественной войны. Он являлся членом Всероссийской творческой общественной организации «Союз художников России».
Решением совета муниципального образования «Город-герой Новороссийск» в 2008 году ему присвоено звание «Почётный гражданин города Новороссийска».
Проживал в городе Новороссийске. Умер 20 мая 2009 года.

## Награды
За боевые и трудовые успехи удостоен:
- Орден Отечественной войны I и II степени
- Медаль «За оборону Кавказа»
- Медаль «За победу над Германией в Великой Отечественной войне 1941—1945 гг.»
- другие медали.
- Заслуженный деятель искусств Кубани (2005).
- лауреат Общественной премии имени Н. Н. Раевского в номинации «Гран-при» (2007)

- Почётный гражданин города Новороссийска (2008 год).

## Память
- 16 сентября 2017 года на углу дома 51 по улице Энгельса торжественно открыта мемориальная доска, посвящённая Николаю Божененко.
- Новую школу № 34 в 13 микрорайоне Новороссийска назвали именем Николая Кирилловича Божененко[2]